# Reduvius sonoraensis
Reduvius sonoraensis är en insektsart som beskrevs av Robert L. Usinger 1942. Reduvius sonoraensis ingår i släktet Reduvius och familjen rovskinnbaggar. Inga underarter finns listade i Catalogue of Life.